# Vesna Vulović
Vesna Vulović (cyr. Весна Вуловић; ur. 3 stycznia 1950 w Belgradzie, zm. 23 grudnia 2016 tamże) – jugosłowiańska stewardesa narodowości serbskiej, która 26 stycznia 1972 przeżyła upadek z wysokości 10 160 metrów po tym, jak w samolocie, którym leciała, eksplodowała bomba.
Katastrofa lotu 367 wydarzyła się 26 stycznia 1972 nad Srbską Kamenicą w Czechosłowacji (obecnie Czechy). Lot odbywał się samolotem linii lotniczych Jat Airways, a Vulović pełniła na jego pokładzie obowiązki stewardesy. Przyczyna wybuchu nie została definitywnie wyjaśniona, ale podejrzewa się, że była nią bomba, podłożona przez człowieka wywodzącego się ze środowiska ekstremistycznych chorwackich emigrantów. Eksplozja rozerwała maszynę w locie na dwie części, zaś Vulović ocalała jako jedyna spośród 28 osób znajdujących się wówczas w samolocie (22 pasażerów i 6 członków załogi).
Po katastrofie, w wyniku m.in. zmiażdżenia kręgu, była przez jakiś czas sparaliżowana od pasa w dół. Po operacji odzyskała zdolność chodzenia i wróciła do pracy (biurowej) w Jat.
W 1985 Vulović dostała nagrodę Księgi rekordów Guinnessa (za upadek bez spadochronu z największej wysokości), którą wręczył jej Paul McCartney.
Zmarła w grudniu 2016 w Belgradzie.

## Teorie spiskowe
W styczniu 2009 r. niemiecki dziennikarz Peter Hornung-Andersen, który badał tajne akta oraz rozmawiał ze świadkami i ekspertami, oznajmił, że wybuch, który przyczynił się do sławy stewardesy, był oszustwem czechosłowackich tajnych służb. Według niego jest bardzo prawdopodobne, że samolot Jat przez pomyłkę ostrzelały czechosłowackie samoloty bojowe. Aby ukryć to przed opinią publiczną, wymyślono „cud” ze stewardesą, która spadła najwyżej z kilkuset metrów. Przedstawiciele czeskiego lotnictwa uznali to za próbę poszukiwania sensacji.